# Awiastar-TU
Awiastar-TU, ros. Авиастар-ТУ, właściwie Spółka z ograniczoną odpowiedzialnością "Awiastar-TU", ros. Общество с ограниченной ответственностью  Авиационная компания "Авиастар-ТУ" – rosyjska pasażersko-towarowa linia lotnicza z siedzibą w Moskwie. 
Głównym portem lotniczym jest port lotniczy Moskwa-Domodiedowo. Inne porty bazowe to port lotniczy Kolcowo w Jekaterynburgu, port lotniczy Wnukowo i port lotniczy Szeremietiewo w Moskwie, port lotniczy Tołmaczewo w Nowosybirsku i port lotniczy Ramienskoje.

## Flota

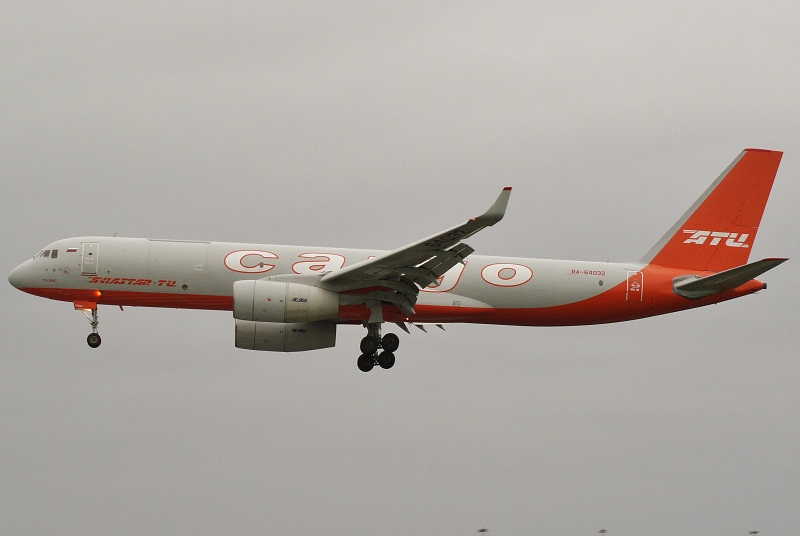
Tu-204C linii Awiastar-TU w nowym malowaniu

Stan floty na dzień 14 marca 2019.
| Model          | Ilość | Zamówionych | Liczba pasażerów | Uwagi |
| -------------- | ----- | ----------- | ---------------- | ----- |
| B-757-223      | 4     | 0           |                  |       |
| Tu-204C        | 2     | 0           |                  |       |
| Tu-204-100C    | 1     | 0           |                  |       |
| Tu-204-100C-03 | 1     | 0           |                  |       |
| Razem:         | 8     | 0           |                  |       |

## Wypadki lotnicze
- 22 marca 2010 - lot 1906 obsługiwany przez Tu-204-100 (RA-64011) rozbił się podczas podejścia na lotnisko Domodiedowo. Samolot wracał z Hurghady, jedynie z 8-osobową załogą. Nikt nie zginął. Przyczyną katastrofy był błąd pilota, złe przeszkolenie załóg oraz łamanie przepisów przez Awiastar-TU[2].